# 篠原麗雄
篠原 麗雄（しのはら れお、1974年6月10日- ）は、ボルドーで日本人初のシャトーを作ったワイン醸造家。兵庫県宝塚市出身。

## 人物
2000年に渡仏し、フランスボルドーにブドウ畑を初めての所有した日本人となる。

## 概要
2002年から自身の名前のをつけた「クロレオ」の生産を開始する。量より質を重視し、収穫はすべて手摘みで行う。凝縮した上質のブドウのみを使用した高品質のワインを生産している。

## ブドウ畑
ボルドー地方東部、サン＝テミリオンの東側に隣接するコート・ド・カスティヨンに0.83haのブドウ畑を所有する。栽培品種はメルローとカベルネ・フラン。ブドウ木の樹齢は50年以上である。化学肥料や除草剤は一切使用していない。

## 生産ワイン名
- メインワイン
  - Clos・Leo（クロ・レオ）2002年ファーストヴィンテージ
- 最高級ワイン
  - Clos・Leo Cuvee S（クロ・レオ キュベ エス）2012年ファーストヴィンテージ
- 入門級ワイン
  - Le Petit Leo（ル プティ・レオ）2013年ファーストヴィンテージ